# Issei

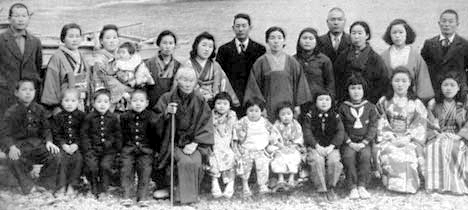
I primi immigrati giapponesi arrivarono in Brasile a bordo della Kassato Maru nel 1908. Si chiamavano tra di loro issei e divennero noti come Nipo-Brasileiros.

Issei (一世, "prima generazione") è un termine giapponese utilizzato dagli individui di origine nipponica, e residenti in America, per indicare i loro primi antenati immigrati.
Gli Issei sono nati in Giappone; i loro figli vengono invece indicati come nisei (ni, "due", più sei, "generazione"); gli immigrati di terza generazione vengono chiamati sansei (san, "tre").

## Storia
Il primo gruppo organizzato di emigranti giapponesi si stabilì in Messico nel 1897. Nel XXI secolo, le quattro più grandi popolazioni di giapponesi della diaspora nell'emisfero occidentale vivono in Brasile, Stati Uniti, Canada e Perù.

### Issei brasiliani
Il Brasile ospita la più grande popolazione etnica giapponese al di fuori del Giappone, che conta circa 1,5 milioni di persone (comprese quelli di razza mista o di etnia mista), a cui seguono gli 1.2 milioni degli Stati Uniti.

### Issei statunitensi
I primi membri degli issei emigrarono non direttamente negli Stati Uniti continentali, ma alle Hawaii. Questi emigranti, il primo dei quali arrivò a bordo del piroscafo City of Tokio nel febbraio 1885, erano lavoratori comuni. La loro immigrazione è stata sovvenzionata dal governo hawaiano, poiché era necessaria manodopera a basso costo per importanti colture di materie prime, in particolare le sue piantagioni di zucchero. Alla fine numerosi giapponesi si stabilirono alle Hawaii.
L'emigrazione dei giapponesi direttamente sulla terraferma statunitense iniziò nel 1885, quando gli "studenti-lavoratori" sbarcarono sulla costa occidentale degli Stati Uniti. Il primo di questi emigrò a San Francisco. Il loro numero aumentò continuamente alla fine degli anni 1880 e all'inizio degli anni 1890. Il loro scopo nel trasferirsi in America era quello di acquisire conoscenze ed esperienze avanzate per poi tornare nel paese d'origine. Sia gli studenti che i lavoratori erano stati attratti dall'immagine degli Stati Uniti come un paese che accoglieva gli stranieri. Quando arrivarono per la prima volta negli Stati Uniti, non avevano intenzione di viverci permanentemente, ma piuttosto di imparare dagli americani e di portare quella conoscenza a casa. Sebbene abbiano incontrato discriminazioni, hanno anche creato opportunità e molti si sono stabiliti in California, e successivamente negli stati di Washington e dell'Oregon, nonché in Alaska (in misura minore).

### Issei canadesi
All'interno delle comunità nippo-canadesi in tutto il Canada, come le loro controparti americane, si sono sviluppati tre sottogruppi distinti, ciascuno con diversi referenti socio-culturali, identità generazionale ed esperienze in tempo di guerra.
La cultura popolare degli issei nippo-canadesi include esperienze post-Pearl Harbor di sradicamento, incarcerazione e dispersione delle comunità nippo-canadesi prebelliche.

### Issei peruviani
Tra i circa 80.000 peruviani di origine giapponese, gli issei giapponesi con cittadinanza peruviana costituiscono solo una minima percentuale.

## Profilo culturale

### Generazioni
I nippo-americani ed i nippo-canadesi hanno nomi specifici per ciascuna delle loro generazioni in Nord America. Questi sono formati combinando uno dei numeri giapponesi corrispondenti alla generazione con la parola giapponese per generation (世?, sei) . Le stesse comunità nippo-americane e nippo-canadese hanno distinto i loro membri con termini come issei, nisei e sansei, che descrivono la prima, la seconda e la terza generazione di immigrati. La quarta generazione è chiamata  (四世?, yonsei)  e la quinta è chiamata  (五世?, gosei).
Le issei, nisei e sansei riflettono atteggiamenti nettamente diversi nei confronti dell'autorità, del genere, del coinvolgimento alle credenze e pratiche religiose non giapponesi. L'età in cui le persone hanno dovuto affrontare l'evacuazione e l'internamento in tempo di guerra durante la seconda guerra mondiale è risultata essere il fattore più significativo che spiega tali variazioni negli atteggiamenti e nei modelli di comportamento.
Il termine  (日系?, nikkei)  è stato coniato da un gruppo multinazionale di sociologi. Comprende tutti gli immigrati giapponesi del mondo. La memoria collettiva degli issei e dei vecchi nisei era un topos del Giappone Meiji dal 1870 al 1911. Gli immigrati più recenti portano ricordi molto diversi del Giappone più recente. Questi diversi atteggiamenti, valori sociali ed associazioni con il Giappone erano spesso incompatibili tra loro. Le differenze significative nelle esperienze e nelle opportunità del dopoguerra non hanno contribuito a mitigare i divari che separavano le prospettive generazionali.
| Generazione     | Descrizione della terminologia |
| --------------- | --- |
| (一世?, Issei)  | La generazione di persone nate in Giappone e che in seguito sono immigrate in un altro paese.                                                                    |
| (二世?, Nisei)  | La generazione di persone nate in Nord America, America Latina, Australia, Hawaii o qualsiasi paese al di fuori del Giappone da almeno un issei o non immigrato. |
| (三世?, Sansei) | La generazione di persone nate da almeno un genitore nisei. |
| (四世?, Yonsei) | La generazione di persone nate da almeno un genitore sansei. |
| (五世?, Gosei)  | La generazione di persone nate da almeno un genitore yonsei. |

In Nord America, dopo la vittoria correttiva nel 1988, si è verificato un significativo cambiamento evolutivo. I nisei, i loro genitori ed i loro figli stanno cambiando il modo in cui guardano se stessi e il loro modo di adattarsi alla maggioranza non giapponese.
Ci sono poco più di centomila anglogiapponesi, la maggior parte a Londra. A differenza di altre Nikkei nel mondo, questi britannici non si identificano in termini generazionali come issei, nisei o sansei.

#### Issei
La prima generazione di immigrati, nata in Giappone prima di emigrare, si chiama Issei (一世). Negli anni '30 il termine Issei divenne di uso comune, sostituendo il termine "immigrato" ( ijusha ). Questo nuovo termine illustrava un nuovo modo di guardare a se stessi. Il termine Issei rappresentava l'idea di inizio, una trasformazione psicologica relativa all'essere insediati, ad avere una comunità distintiva, e l'idea di appartenenza al nuovo Paese.
Gli Issei si stabilivano in comunità etniche coese ed isolate, e quindi non imparavano l'inglese. Subirono grandi perdite economiche e sociali durante i primi anni della seconda guerra mondiale e non furono in grado di ricostruire i loro affari e risparmi perduti. Le circostanze esterne tendevano a rafforzare il modello secondo cui Issei era prevalentemente amici di altri Issei.
A differenza dei loro figli, tendono a fare affidamento principalmente sui media in lingua giapponese (giornali, televisione, film) e, in un certo senso, tendono a considerarsi più giapponesi che canadesi o americani.

#### Donne Issei
Le vite delle donne di Issei erano in qualche modo simili, nonostante le differenze di contesto, perché erano strutturate all'interno di reti intrecciate di relazioni patriarcali e quella subordinazione coerente era vissuta sia come oppressiva che come fonte di felicità. Le donne Issei hanno vissuto vite di transizione che sono state influenzate da tre fattori comuni: l'ideologia dominante del tardo Giappone Meiji, che ha portato avanti gli obiettivi economici dello stato giapponese; le tradizioni patriarcali del villaggio agricolo, sorte anche come forma di adeguamento agli obiettivi nazionali e di adeguamento ai cambiamenti imposti dalla modernizzazione; ed i vincoli sorti all'interno di una società canadese o americana dominata dall'ideologia razzista. È molto difficile trovare prove sostanziali della vita lavorativa delle donne Issei, in parte per mancanza di dati e in parte perché i dati esistenti sono influenzati dalla loro implicita definizione ideologica di donna.

#### Invecchiamento
Il kanreki (還暦), un tradizionale rito giapponese premoderno di passaggio alla vecchiaia a 60 anni, veniva talvolta celebrato dagli Issei ed ora viene celebrato da un numero crescente di Nisei. I rituali sono emanazioni di significati, norme e valori condivisi; e questo rito di passaggio giapponese evidenzia una risposta collettiva tra i Nisei ai dilemmi convenzionali dell'invecchiare.
La fotografa nippo-americana ed ex assistente sociale Mary Koga ha documentato i membri della generazione dei suoi genitori nella loro terza età. Le foto sono state realizzate in un lungo periodo dagli anni '70 agli anni '90, le immagini mostrano i suoi soggetti anziani presso l'asilo nido e il Centro di lavoro per anziani del Japanese American Service Committee (JASC) e ad Heiwa Terrace, una residenza per anziani nippo-americana, entrambi situati a Chicago.

## Storia
L'esperienza degli emigranti è inevitabilmente influenzata da una serie di fattori direttamente legati alla società giapponese che si sono lasciati alle spalle. Come immigrati, i conflitti tra il vecchio paese ed il nuovo si sono svolti in modi unici per ogni individuo, eppure elementi comuni iniziano ad apparire nella storia delle comunità nippo-canadese e nippo-americane.

### Emigranti dal Giappone
Il Giappone è stato un paese chiuso per più di due secoli, dal 1636 al 1853, poiché i governanti della famiglia Tokugawa volevano tenere gli stranieri lontani dalla società giapponese. Le uniche eccezioni erano i cinesi ed alcuni olandesi, ma anche loro erano scoraggiati dall'associarsi con cittadini giapponesi. Inoltre, era severamente vietato dalla legge che i normali cittadini giapponesi si recassero all'estero. Il cambiamento arrivò all'inizio del XIX secolo, quando la visita di una flotta americana comandata dal commodoro Perry indusse il nuovo governo giapponese a sostituire il sistema economico e politico Tokugawa durante l'era Meiji per aprire le sue porte al commercio ed al contatto con il mondo esterno.
Dopo il 1866, il nuovo governo giapponese decise di inviare studenti e lavoratori negli Stati Uniti per riportare le conoscenze e l'esperienza necessarie affinché la nazione si sviluppasse.
Dopo il 1884 fu consentita l'emigrazione delle classi lavoratrici; e subito dopo i primi issei iniziarono ad arrivare in Nord e Sud America. Ad esempio, nel 1890, solo 25 Issei vivevano in Oregon. Nel 1891, 1.000 giapponesi vivevano in Oregon. Nel 1900, 2.051 giapponesi erano venuti a vivere in Oregon. Nel 1915, gli uomini giapponesi con un risparmio di $ 800 erano considerati idonei a convocare mogli dal Giappone.

### Immigrati in America
Pochi lavoratori giapponesi vennero in Nord America con l'intenzione di diventare immigrati. Inizialmente, la maggior parte di loro arrivava con vaghi piani per acquisire nuove esperienze e fare soldi prima di tornare a casa in Giappone. Questo gruppo di lavoratori era prevalentemente maschile. Molti Issei arrivarono come braccianti. Lavorarono in settori occupazionali come l'agricoltura, l'industria mineraria e la costruzione di ferrovie.
Gli Issei sono nati in Giappone e la loro prospettiva culturale era principalmente giapponese; ma erano in America per scelta. Nonostante una certa nostalgia per il vecchio paese, avevano creato delle comunità in un paese lontano dal Giappone. Se non fosse stato loro proibito di diventare cittadini, molti sarebbero diventati cittadini degli Stati Uniti.
Nel 1913, la legge sulla terra della California proibì ai non cittadini di possedere terreni nello stato e molti altri stati subito dopo approvarono le proprie leggi restrittive sulla terra. Ciò includeva gli Issei, residenti giapponesi nati in Giappone, ma non i loro figli, i Nisei, nati negli Stati Uniti o nelle Hawaii, e che quindi erano cittadini americani per nascita. Molti degli Issei hanno risposto alla legge trasferendo il titolo della loro terra ai loro figli Nisei.

### La prima impressione degli statunitensi sugli Issei
Gli statunitensi generalmente consideravano gli Issei come rozzi e mal istruiti. Possibili ragioni potrebbero essere il fatto che la maggior parte dei giapponesi è stata costretta a svolgere lavori umili negli Stati Uniti, come l'agricoltura. Molti Issei erano infatti più istruiti del giapponese od americano medio. Il 60% aveva completato la scuola media ed il 21% era diplomato.
Che siano cristiani, buddisti o non credenti, gli Issei non hanno quasi mai causato problemi all'autorità civile. Il tasso di arresto per gli Issei dal 1902 agli anni '60 era relativamente inferiore a quello di qualsiasi altro grande gruppo etnico in California.

### Segregazione razziale e leggi sull'immigrazione negli Stati Uniti
Nel 1900 c'era fermento per la rinnovazione del Chinese Exclusion Act. Poiché l'immigrazione cinese negli Stati Uniti era in gran parte limitata, l'ostilità cadde sugli Issei. Le organizzazioni sindacali americane presero iniziativa per diffondere il sentimento anti-giapponese. Di conseguenza, si formarono l'Asiatic Exclusion League, che considerava giapponesi e cinesi una minaccia per i lavoratori americani. Nell'ottobre 1906, in questo ambiente anti-giapponese, il San Francisco School Board, mantenendo una promessa elettorale del sindaco, ordinò a tutti gli alunni giapponesi e coreani di unirsi agli studenti cinesi in una scuola segregata. Gli Issei erano scontenti della situazione e alcuni riferirono ai giornali giapponesi. Ciò indusse il governo giapponese a protestare contro l'ex presidente, Theodore Roosevelt, e, di conseguenza, firmarono il Gentlemen's Agreement del 1907.
Nel 1911, quasi la metà degli immigrati giapponesi erano donne che sbarcarono negli Stati Uniti per ricongiungersi con i loro mariti. Dopo l'accordo Gentleman, in California nacquero alcuni Nisei, i giapponesi di seconda generazione.
L'Immigration Act del 1924 rappresentò la fallita lotta degli Issei contro la segregazione. Le esperienze degli Issei si estendono ben prima del periodo precedente al 1 luglio 1924, quando entrò in vigore il Japanese Exclusion Act.
Gli Issei, invece, furono bravissimi a valorizzare la coltivazione del riso su terreni “inutilizzabili”. Gli agricoltori giapponesi californiani hanno reso il riso uno dei principali raccolti dello stato. La più grande comunità di Issei si stabilì intorno a Vacaville, in California, vicino a San Francisco.

### Internamento
Quando i governi canadese e americano internarono i giapponesi della costa occidentale nel 1942, nessuno dei due distingueva tra coloro che erano cittadini (Nisei) ei loro genitori non cittadini (Issei).
Quando le scuse ed il risarcimento per le ingiustizie furono emanate dal Congresso americano e dal Parlamento canadese nel 1988, la maggior parte degli Issei erano già morti, o comunque anziani a tal punto da non poter godere dei propri risarcimenti.

## Individui degni di nota
Il numero di issei che hanno ottenuto un certo grado di riconoscimento pubblico ha continuato ad aumentare nel tempo. Sebbene i nomi qui evidenziati siano sovrarappresentati dagli issei del Nord America, i paesi membri dell'America Latina della Pan American Nikkei Association (PANA) includono Argentina, Bolivia, Brasile, Cile, Colombia, Messico, Paraguay, Perù e Uruguay.
- Kan'ichi Asakawa (1873–1948), accademico, autore, storico e bibliotecario;[36]
- Jun Fujita (1888-1963), fotografo dell'inizio del XX secolo;
- Miki Gorman (1935–2015), due volte vincitore delle maratone di Boston e New York;[37]
- Midori Gotō (1971–), violinista e vincitore dell'Avery Fisher Prize;
- Makoto Hagiwara (?-1925), paesaggista spesso accreditato dell'invenzione del biscotto della fortuna;[38]
- Sessue Hayakawa (1889–1973), attore nominato all'Oscar;
- Mazie Hirono (1947–), una politica americana;[39]
- Shizuko Hoshi, Shin-issei (nata in Giappone), attrice;
- Rena Inoue (1976–), pattinatrice di coppia due volte campionessa nazionale degli Stati Uniti;[40]
- Shin Koyamada (1982–), attore cinematografico di Hollywood, filantropo, imprenditore e campione statunitense di arti marziali;[41][42]
- Fujitaro Kubota (1879–1973), giardiniere e filantropo americano;[43]
- Yoko Ono Lennon (1933–) artista e musicista;[44]
- George Masa (1881–1933), attivista nella creazione del Parco Nazionale delle Great Smoky Mountains;[45]
- Hikaru Nakamura (1987–), un Gran Maestro di scacchi americano e cinque volte campione di scacchi degli Stati Uniti;
- Yoichiro Nambu (1921–2015), fisico e premio Nobel 2008;[46]
- Joseph Ogura (1915–1983), otorinolaringoiatra. Presidente del Dipartimento di Otorinolaringoiatria presso la Washington University di St. Louis, Missouri. Un pioniere nella progettazione e nell'insegnamento di interventi chirurgici per il cancro della testa e del collo. È autore di oltre 200 articoli originali. Oltre che autore di oltre 10 libri di testo definitivi nel campo dell'oncologia della testa e del collo.[47]
- Masi Oka (1974–), attore americano nominato agli Emmy e ai Golden Globe.[48]
- George Shima (1864–1926), il primo milionario nippo-americano.[49]
- Cary-Hiroyuki Tagawa, Shin-issei (nato in Giappone), attore;
- Jōkichi Takamine (1854–1922), un chimico giapponese;[50]
- Tamlyn Tomita, attrice; Sansei da parte di padre e madre giapponese/filippina;
- Takuji Yamashita (1874–1959), uno dei primi attivisti per i diritti civili negli Stati Uniti.[51]